# HSCSD
L'High-Speed Circuit-Switched Data (HSCSD) è uno sviluppo del Circuit Switched Data, il meccanismo originale di trasporto dei dati del sistema di telefoni cellulari GSM.  Come con il CSD, l'allocazione dei canali è fatta in modalità circuit switched.  La differenza viene dalla capacità di utilizzare differenti metodi di codifica e time slot multipli per aumentare la velocità di trasferimento dei dati.

## Descrizione
La prima innovazione nell'HSCSD fu il permettere l'utilizzo nella trasmissione di differenti metodi di correzione degli errori.  Il metodo utilizzato nel GSM è progettato per funzionare ai limiti della copertura e nei casi peggiori che possono essere gestiti dal GSM.  Questo significa che una gran parte della capacità di trasmissione del GSM è utilizzata dai codici di correzione degli errori. L'HSCSD fornisce parecchi livelli possibili di correzione degli errori che possono essere utilizzati a seconda della qualità del collegamento radio. Questo significa che nelle condizioni migliori 14.4 kbit/s possono essere trasmessi durante uno slot di tempo che altrimenti, usando il CSD, avrebbe normalmente trasmesso solo 9.6 kbit/s.
La seconda innovazione nell'interfaccia radio del HSCSD era la possibilità di utilizzare slot di tempo multipli nello stesso momento.  Questo permette di aumentare la velocità di trasferimento massima (usando quattro slot di tempo) fino a 57.6 kbit/s che, anche in cattive condizioni radio dove deve essere usato il massimo livello di correzione degli errori, permetterà di raggiungere una velocità quattro volte superiore a quella del CSD.
HSCSD richiede che gli slot temporali usati siano riservati completamente ad un singolo utente.  Quindi è possibile sia all'inizio della chiamata, o ad un certo punto durante la chiamata, che non sia possibile soddisfare completamente la richiesta dell'utente, in quanto la rete è spesso configurata per dare la precedenza alle normali chiamate vocali rispetto alla richiesta di slot di tempo aggiuntivi per gli utenti HSCSD.  L'utente viene quindi fatto pagare spesso ad una tariffa superiore a quella di una normale telefonata, e qualche volta questa viene moltiplicata per il numero di slot di tempo allocati, basandosi sul periodo di tempo in cui l'utente ha una connessione attiva.  Questo rende HSCSD relativamente costoso in molte reti GSM e quindi il GPRS che ha un prezzo inferiore è diventato più comune delle connessioni HSCSD.
A parte il fatto che tutta la banda allocata è disponibile all'utente della connessione HSCSD, HSCSD ha anche un vantaggio sui sistemi GSM in termini di una latenza media più bassa rispetto al GPRS. Questo perché l'utente di una connessione HSCSD non deve aspettare il permesso della rete per inviare un pacchetto.
HSCSD è anche una opzione nei sistemi EDGE e UMTS.  In questo caso la velocità di trasmissione dei dati è molto superiore.  Comunque, nei sistemi UMTS, il vantaggio del HSCSD sulla trasmissione a pacchetti è considerevolmente inferiore dato che l'interfaccia radio è stata specificamente progettata per sostenere delle connessioni a pacchetti a banda elevata e bassa latenza.  Questo significa che la ragione primaria per usarlo in questo caso sarebbe di poter accedere ai vecchi sistemi di connessione telefonica analogica.